# بنغل
البَنْغَل منزلٌ صغيرٌ أو كوخٌ من طابَق واحد أو له طابَق ثان مبنيٌ بسقف مائل (عادة ذو نوافذ ناتئة)، وقد تكون محاطة بشرفات واسعة. أول منزل في إنجلترا صُنِّفَ بنغلًا بُنِيَ عامَ 1869. استخدم في أمريكا في البدء لقضاء الإجازات وشاع بين عامي 1900 و1918، خاصةً مع حركة الفنون والحرف اليدوية. البنغل مصطلح مشتق من اسم اللغة البنغالية وتعني منزلاً على الطراز البنغالي.

## الصور

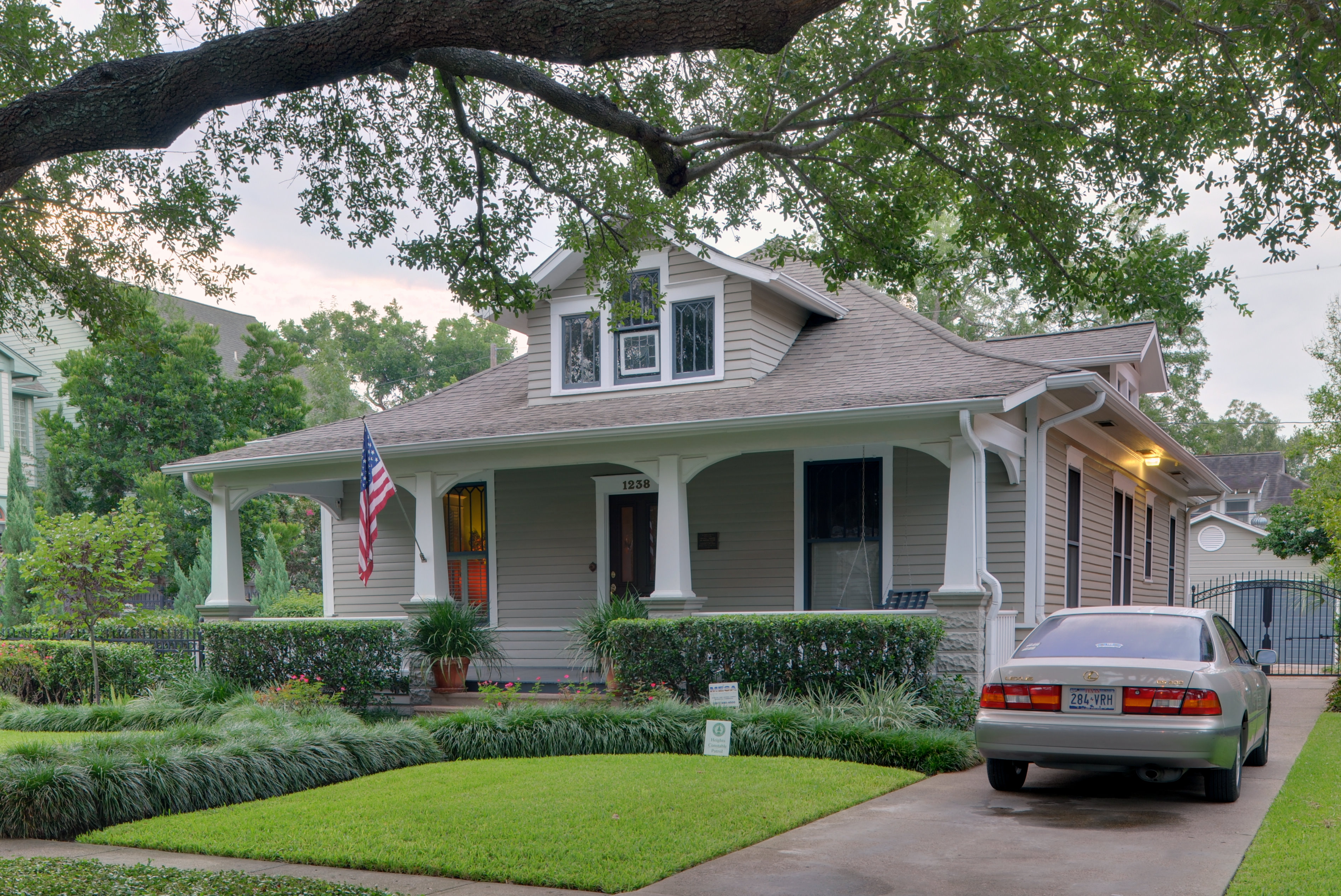
بنغل في هِيُستن
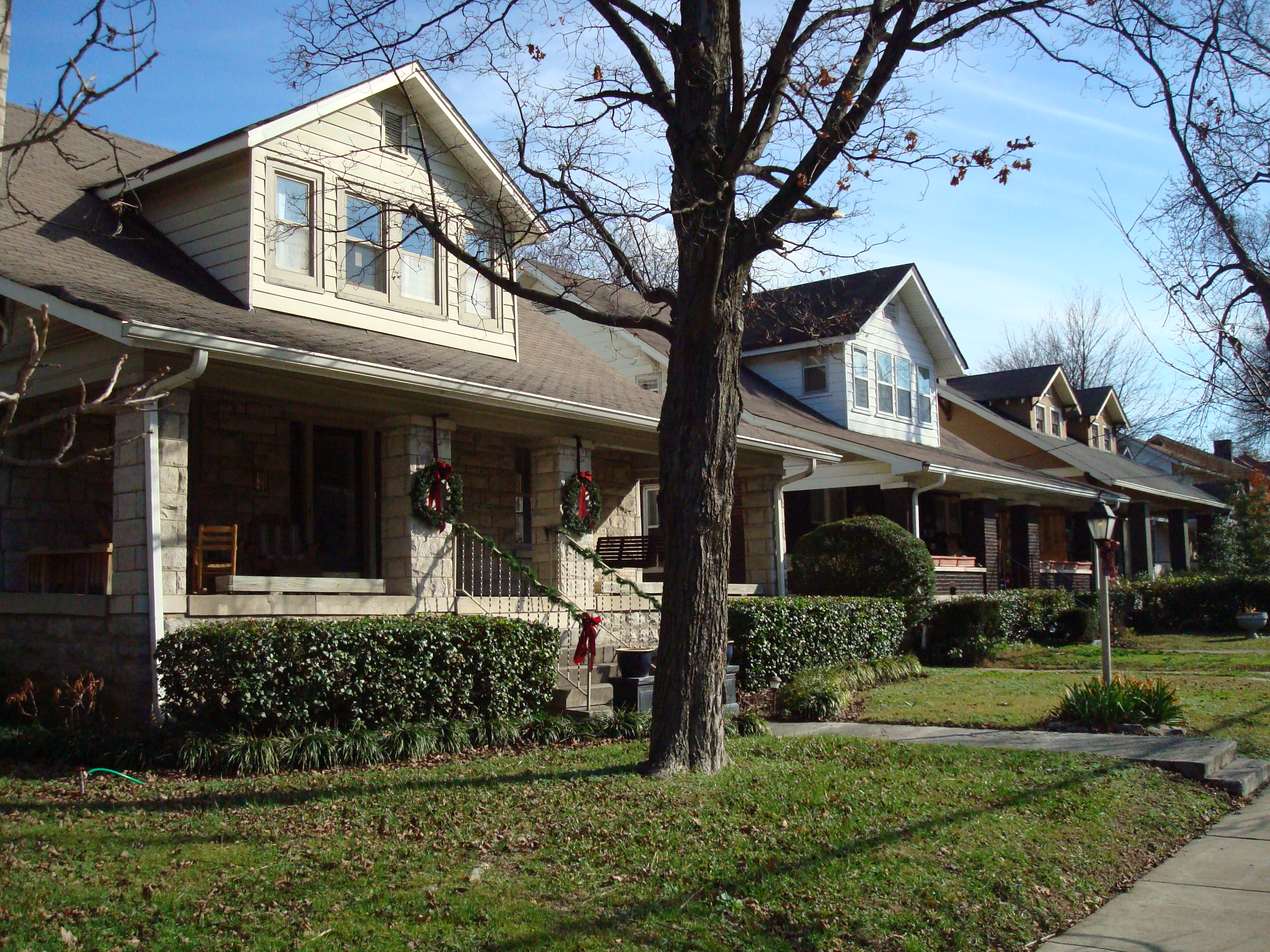
صفٌ من البنغل في نشفيل في الولايات المتحدة
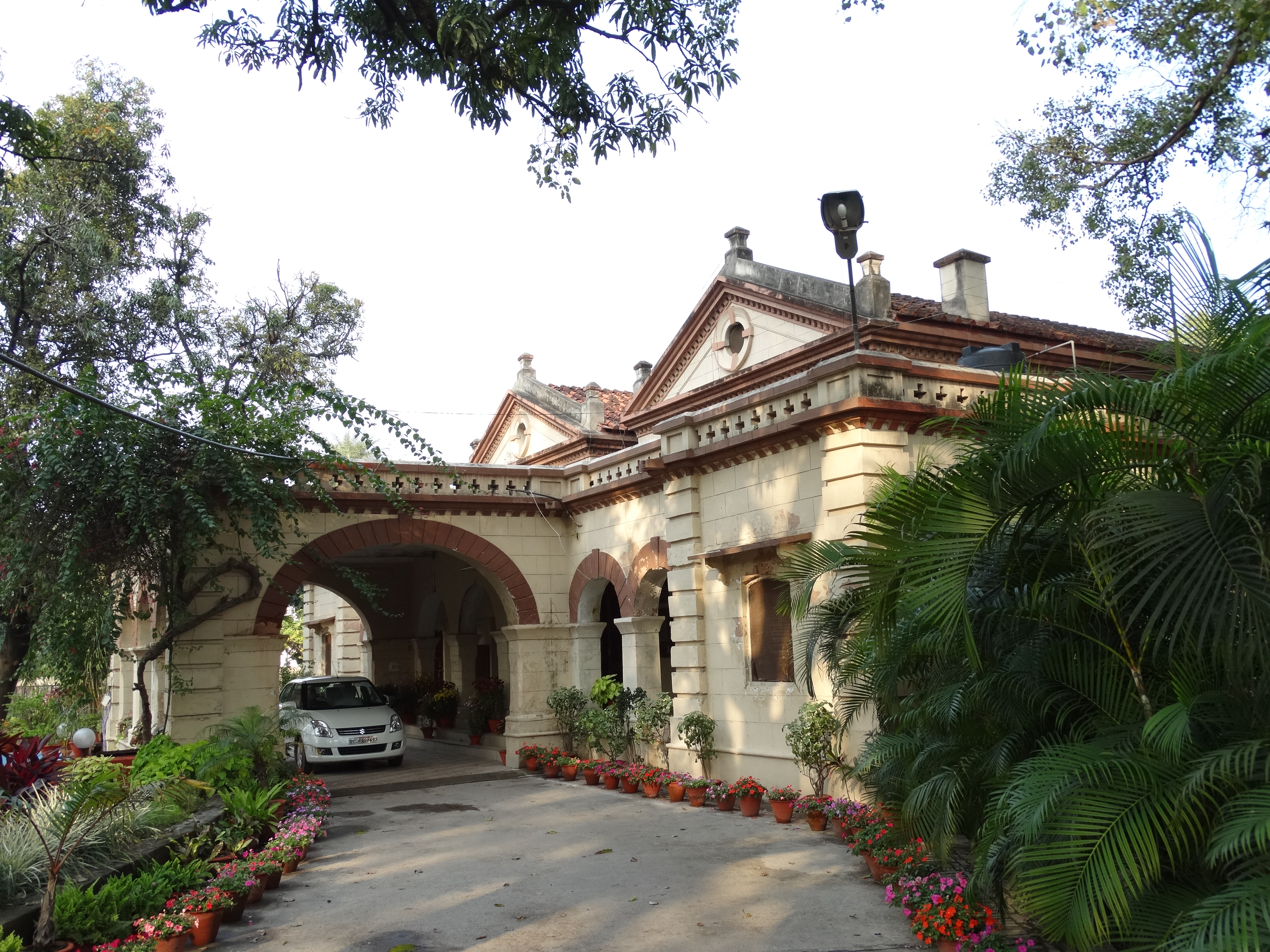
بنغل على طراز الحقبة الاستعمارية في مدينة الله أباد في الهند
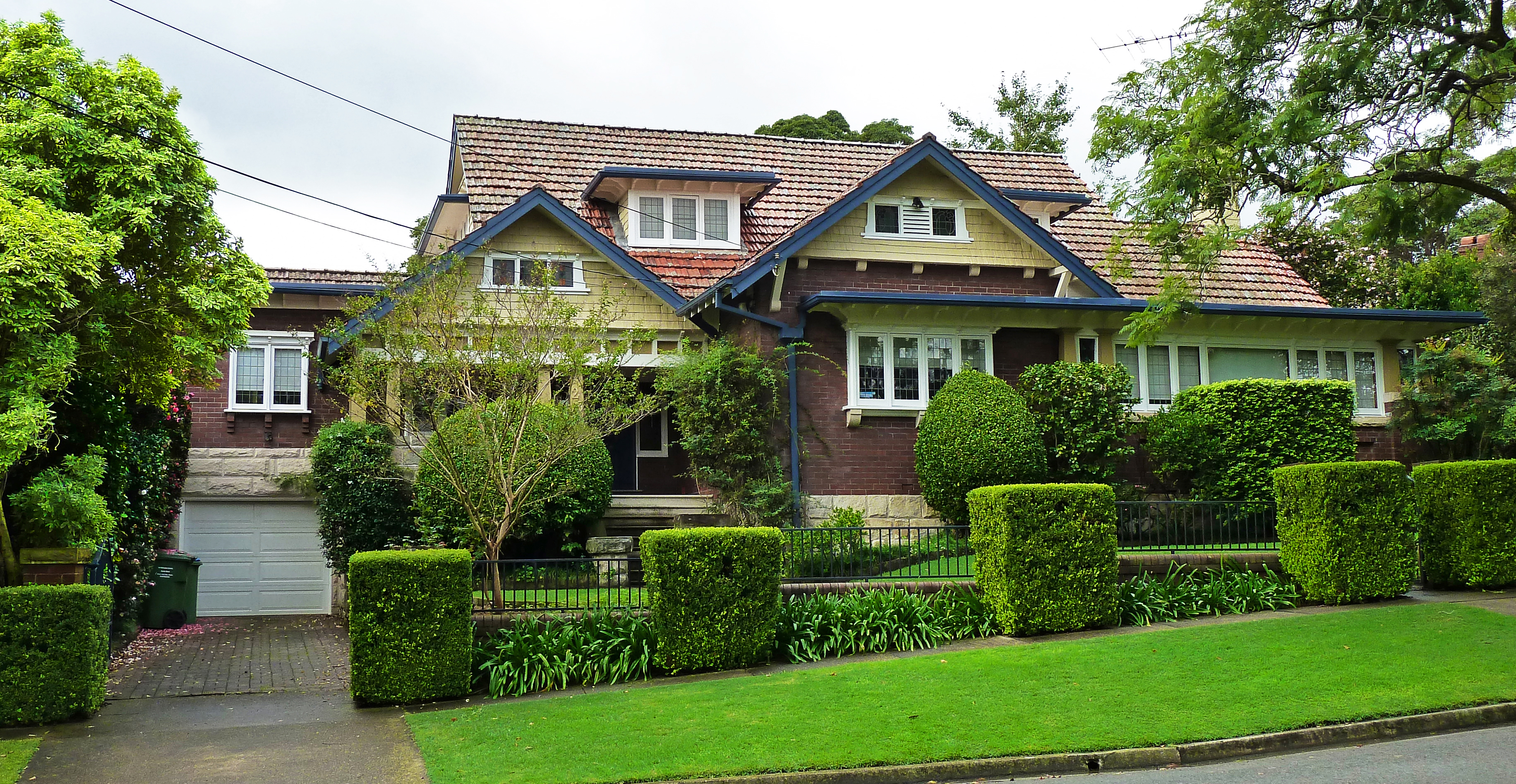